# Argus (tidning)
Argus. Politisk, Litterär och Commerciell Tidning var en tidning som började ges ut 29 november 1820 som en fortsättning till tidningen Anmärkarne var denna tidnings redaktörer Georg Scheutz och Johan Johansson, av vilka den senare snart blev den ledande. Tidningen gavs bara ut under en kort period och upphörde 16 januari 1822 men fick bara nytt namn.

## Argusefterföljare
Den fick efterföljare i Argus den Andre med ursprungliga titels tillägg: Politisk, Litterär och Commerciell Tidning. Den utgavs 31 januari 1822 till 7 december. Argus den Tredje från den 24 december 1822 till 14 november 1827. Nya Argus från 3 december 1827 till 27 augusti 1834, Nya Argus den Andre från 2 oktober 1834 till 25 oktober 1834, Nya Argus den Tredje 13 november 1834 till 18 juni 1836, Nya Argus i Stockholm från 13 juli 1836 till 17 augusti och 23 juli 1838 till 6 november 1838. Alla tidningarna hade undertiteln "Politisk, Litterär och Commerciell Tidning". Den sammanlagda utgivningstiden blev från 1820 till 1838.
Argus, som representerade 1820-talets liberala opposition mot "regeringssystemet" förblev under hela decenniet landets mest betydande politiska tidning. Den blev upprepade gånger indragen men fortsatte genast under lätt namnförändring, "Argus den Andre", "Argus den Tredje" och så vidare. Trots att redaktionen förklarade att den ville hålla sig utanför "dagbladskäbblet" blev Argus snart indragen i en rad tidningsstrider, där den bland annat mötte kraftigt motstånd från de konservativa Uppsalaromantikerna. Regeringen underhöll till och med en särskild tidning, "Argus den IV" (1823–1830) som utan framgång bekämpade Johanssons blad. En allvarlig konkurrent fick Argus först med den av Lars Johan Hierta utgivna Aftonbladet från och med 1830. Från och med denna tid började Argus alltmer gå tillbaka för att upphöra 1836.
Tidningen gavs ut i Stockholm och trycktes hos Georg Scheutz 1820–1836 samt hos A. G. Hellsten 1838. Frakturstil 1820–30, därefter Antikva. Tidningen kom 2 dagar i veckan onsdag och lördag 1820–1836 och tisdag och fredag 1838. Tidningen hade 4 sidor i kvartoformat 2 spalter men också i folioformat. Priset var första året 4 riksdaler 16 skilling banco, och sista åren 1831–1836 kostade den 6 riksdaler 32 skilling banko.

## Redaktionshistoria
Sedan tidningen Anmärkarne hade upphört, började Argus utgivas såsom ersättning åt prenumeranterna av redaktörerna Georg Scheutz och Johan Johansson. Fyra gånger utfärdades utgivningsbevis för Argus under loppet av 1820, vilka fått förfalla, innan det slutligen användes av ovanstående redaktörer den 18 november 1820. Tillsammans var de ansvariga utgivare av Argus till och med 16 januari 1822, då tidningen blev indragen. Arbetet med redigeringen tidningar övergick allt mer till Johansson ensam, fastän Scheutz fortfor att trycka tidningen till och med 1836.
Gravören Johan Malm erhöll 17 november 1822 utgivningsbevis för Argus den Andre, som utkom med 92 nummer från januari till december 1822, innan även denna blev indragen.
För Argus den Tredje erhöll extra kammarskrivaren P. A. Bolin utgivningsbevis den 20 december 1822, men han överlät efter några år utgivningsrätten till löjtnant P. A. Eckman, som från och med den 5 januari 1825 var tidningens ansvarige utgivare. Tidningen fortsatte med 7 nummer 1822, 104 à 105 nummer 1823–1826 och 90 nummer 1827, då den indrogs den 15 november samt fortsattes efter 14 dagars uppehåll av Nya Argus.
Nya Argus hade handelsbokhållaren Gustaf Engman som innehavare av utgivningsbevis av 30 november 1827, men denne anmälde redan efter 5 nummer, att han ej längre ämnade utgiva denna tidning och avsade sig allt vidare ansvar för densamma 10 februari 1827. Redan följande dag anhöll boktryckerikonstförvanten Gustaf Adolf Lindeblad om utgivningsbevis för Nya Argus. Han fick beviset den 14 december 1827 efter hovkanslerns förfrågan hos överståthållarämbetet om hans lämplighet. Sedermera anmälde han att han ville överlåta utgivningsrätten för Nya Argus till språkläraren H. P. Åkerblom, som fick utgivningsbeviset den 21 januari 1828. Nya Argus kom ut med 8 nummer 1827, sedan 103 till 105 nummer årligen 1828–33 samt 69 nummer 1834, innan den drogs in 19 augusti 1834.
Nya Argus den Andre fick boktryckerikonstförvanten Jonas Håkansson utgivningsbevis för den 13 september 1834. Det kom bara ut 8 nummer den 2 till 25 oktober 1834, innan den drogs in 27 oktober 1834. I Aftonbladet den 23 september 1840 är orsaken, avtryckt ur Statsrådsprotokollet, till att ''Nya Argus den andra indrogs.
Nya Argus den Tredje fick boktryckerilärlingen Fr. Sjöqvist den 12 november utgivningbevis för, och det kom ut 16 nummer 1834, 96 nummer 1835 och 48 nummer 1836. Tidningen drogs in den 21 juni 1836.
Sedan kontorsvaktmästaren J. Westerberg den 7 juli 1836 erhållit utgivningsbevis för Nya Argus i Stockholm, hade tillsammans 8 nummer av tidningen kommit ut då tidningens utgivande avstannade den 17 augusti 1836.
Efter överenskommelse med utgivaren av denna tidning utgavs 1838 några nummer härav – med från 1836 fortlöpande nummerföljd – såsom ersättning för de indragna tidningarna Freja och Nya Freja, nämligen Nya Argus i Stockholm nummer 9 den 23 juli till nummer 13 den 3 augusti stället för Freja nummer 58–61, och nummer 14–17 26 oktober till 6 november istället för Nya Freja, i avvaktan på att utgivningsbevis för tidningarna Nya Freja och Nyare Freja skulle hinna utfärdas. Under 1824–1826 var Lars Johan Hierta medarbetare i Argus.

## Tidningen fick flera följdskrifter
- Argus i Olympen. en komedi författad av författaren till Babels Torn Norrut, C. F. Dahlgren. Stockholm, Z. Hæggström 1826. (98 s.) samt en musikbilaga.
- Julklappar åt Argus. Första Klappen. Fenix den Tredje. Komedi i en akt. - Quid rides? Mutato nomine de to fabula narratur? Hor. C. F. Dahlgren Stockholm, Hörberg 1825. (45 s.).
- Märkelig Prophetia eller Spådom af den Schweitziske Eremiten Martin Zadoch, som han i en håla i det landet Luzern för tu hundrade trettioett år och fyra månader sedan uttalat om Argus. Hvarjom och enom ä (!) nyttig att noga betänka. Stockholm, C. G. Holm 1825. 7 sidor
- Freds Förslag imellan Hans Publicistiska Majestät Argus den Tredje och den Argusiska Dynastien å ena, samt de med Honom krigande Dagblads-Furstar, å andra sidan. Quidquid delirant reges, plectuntur Achivi. Stockholm, Z. Hæggström. 16 sidor
- Argus den IV. Tidning utgiven av regeringen för att bemöta Argus.[2][3]